# Ston oso

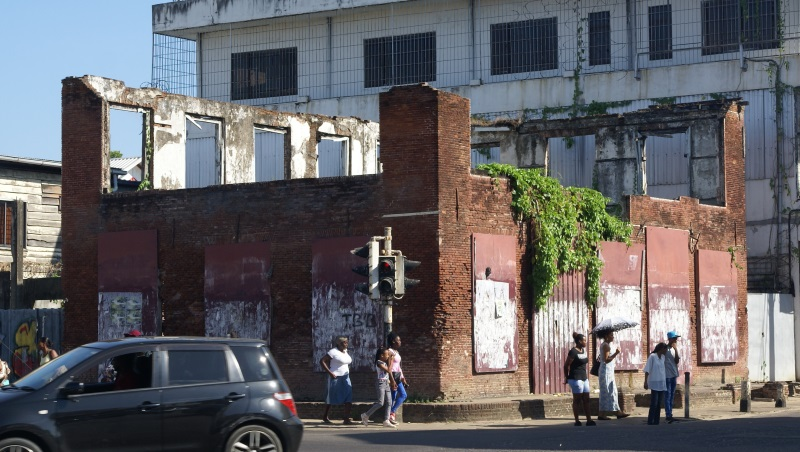
Ston oso, Zwartenhovenbrugstraat 88, Paramaribo.

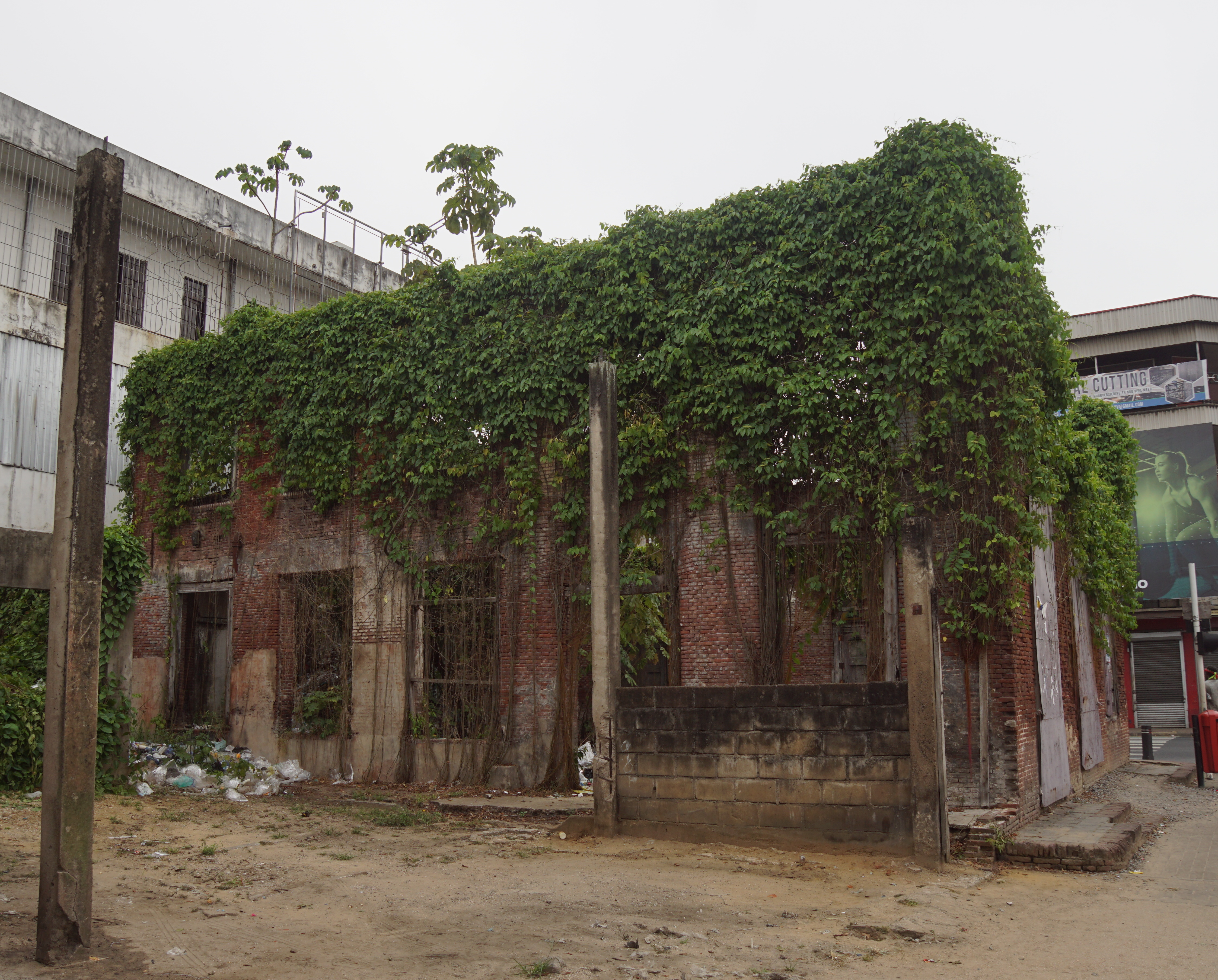
Achterzijde met een dubbele deur in de vierde travee van links.

Ston oso (Sranantongo voor Stenen huis) is (de ruïne van) een monumentaal pand van circa 1800, gelegen aan de Zwartenhovenbrugstraat 88 in Paramaribo, Suriname. Het pand is onderdeel van de historische binnenstad van Paramaribo, die sinds 2002 door UNESCO aan de Werelderfgoedlijst is toegevoegd.

## Geschiedenis
Het pand werd tussen 1776 en 1810 gebouwd. In die tijd werden de meeste huizen in hout opgetrokken en werden de dure stenen zelden gebruikt. Omdat het pand het eerste bakstenen woonhuis was buiten de grenzen van de stad (begrensd door het Kerkplein en Keizerstraat) kreeg het de naam 'Ston oso' oftewel 'Stenen huis'. 
Traditie zegt dat het pand gebruikt is als rechtsgebouw 'Het Zwarten Hof', waar slaven werden berecht, en vermoedelijk ook werden verhandeld. Er is echter geen bewijs dat dit pand 'Het Zwarten Hof' was.
Het pand werd gebruikt als woonhuis, winkel en fotostudio. Sinds 2007 is de grond domeingrond dat wil zeggen eigendom van de staat. De Stichting Gebouwd Erfgoed Suriname (SGES) wil Ston oso restaureren. Van het pand liggen tegels, bakstenen en delen van het balkon in opslag.

## Bouw

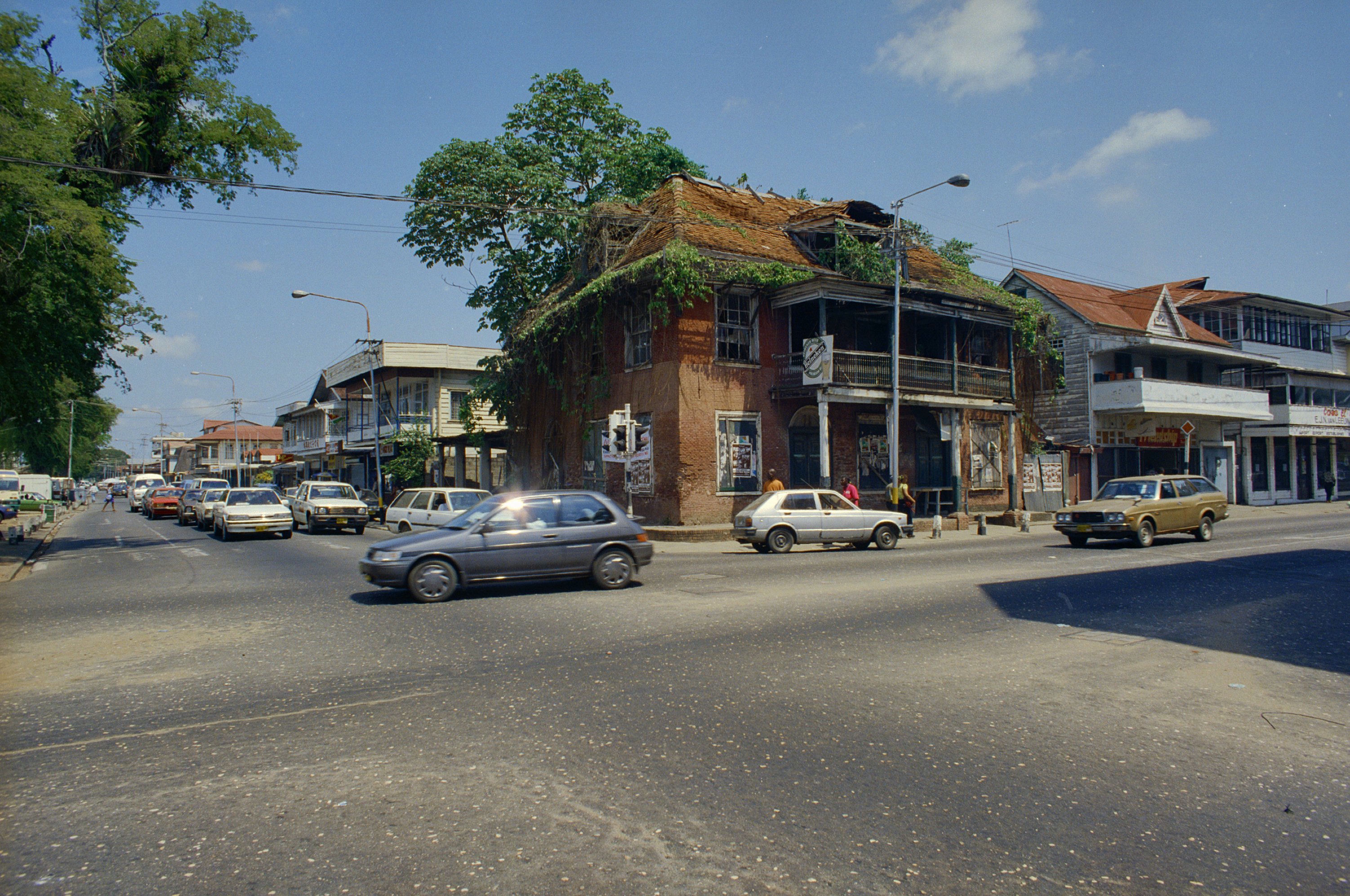
Situatie in 1997 met dak en balkon nog aanwezig.

Het stenen pand is vijf traveeën breed en drie traveeën diep. Het is gelegen op de hoek van de Zwartenhovenbrugstraat en de Dr. Sophie Redmondstraat (de voormalige Steenbakkersgracht) met de voorgevel aan de kant van de Zwartenhovenbrugstraat.  Het pand heeft aan die zijde twee dubbele deuren met ronde bovenramen, in de tweede en vierde travee. Dit is in de Surinaamse bouwstijl uit die periode bijzonder omdat het gebruikelijk was om slechts een deur in het midden van de gevel te plaatsen. Aan de Dr. Sophie Redmondstraat heeft het pand een enkele deur in de meest linkse travee. De overige traveeën zijn voorzien van ramen met dubbele luiken. Deze waren aanwezig op de begane grond en op de eerste verdieping. Aan de achterzijde bevindt zich een dubbele deur in de vierde travee van links.
Eind 20e eeuw waren het steile schilddak (met een nok parallel aan de straat) en balkon met ijzeren spijlen nog intact. 
Het balkon aan de voorzijde besloeg travee drie tot en met vijf en werd door palen gesteund. Aan zowel de voorzijde als de zijkant bevond zich een dakkapel.
Het dak werd wegens instortingsgevaar in 2003 door het Ministerie van Openbare Werken verwijderd. Anno 2022 zijn enkel de grootste delen van de muren op de begane grond en een deel van de muren van de eerste verdieping niet aan de straat gelegen nog  aanwezig. 

## Galerij

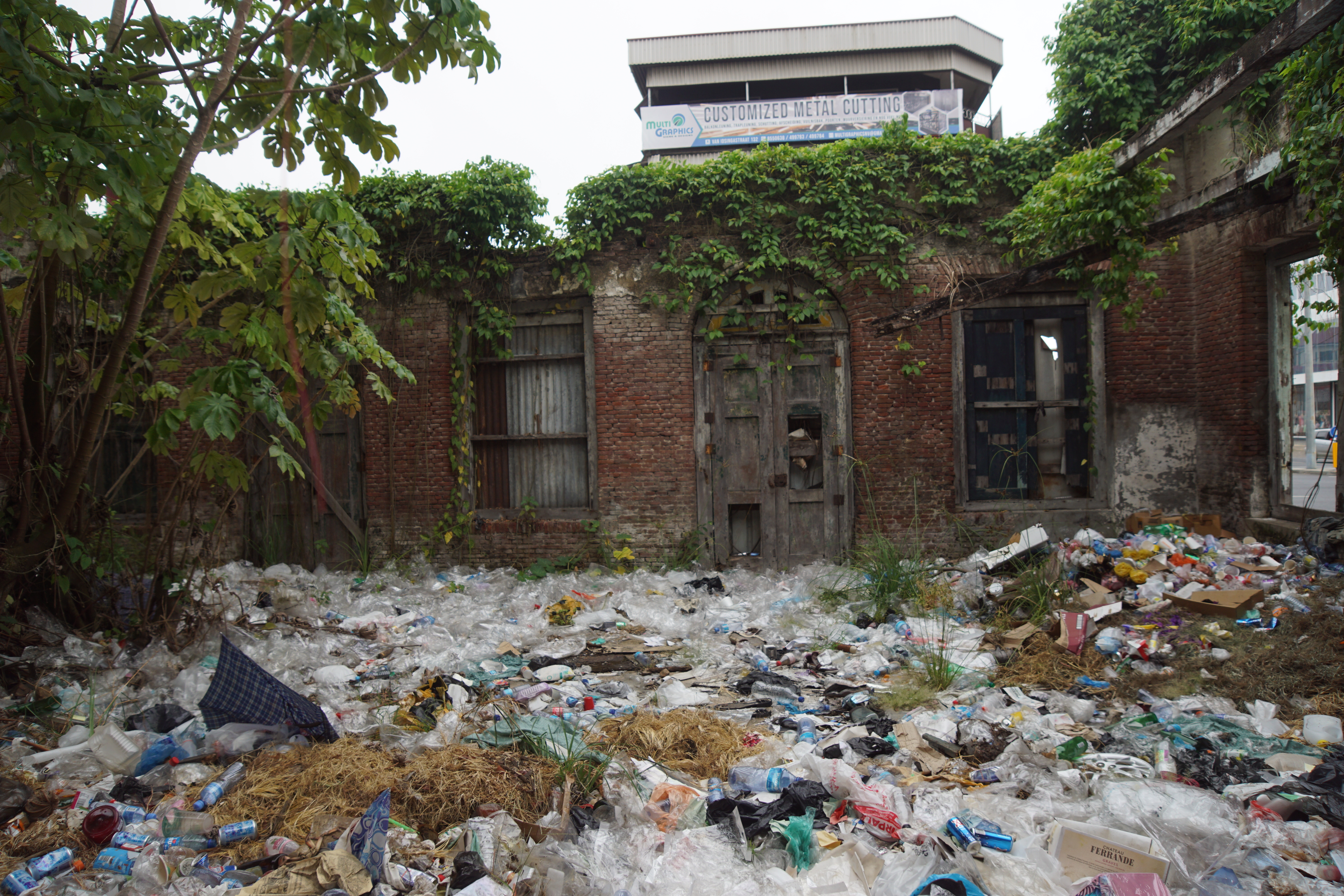
Interieur: binnenzijde van de voorgevel (2022)
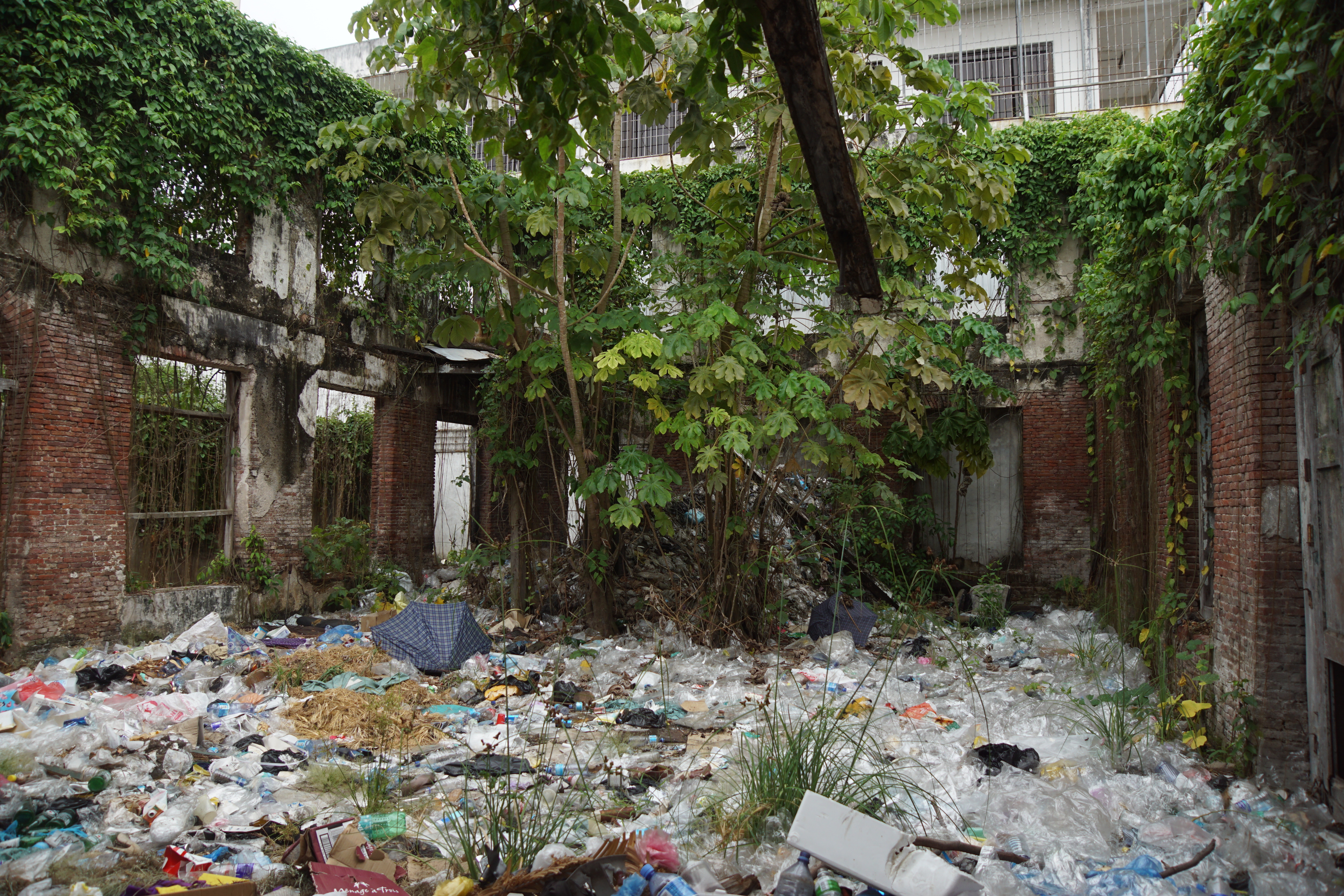
Interieur: vanaf de Dr. Sophie Redmondstraat (2022)
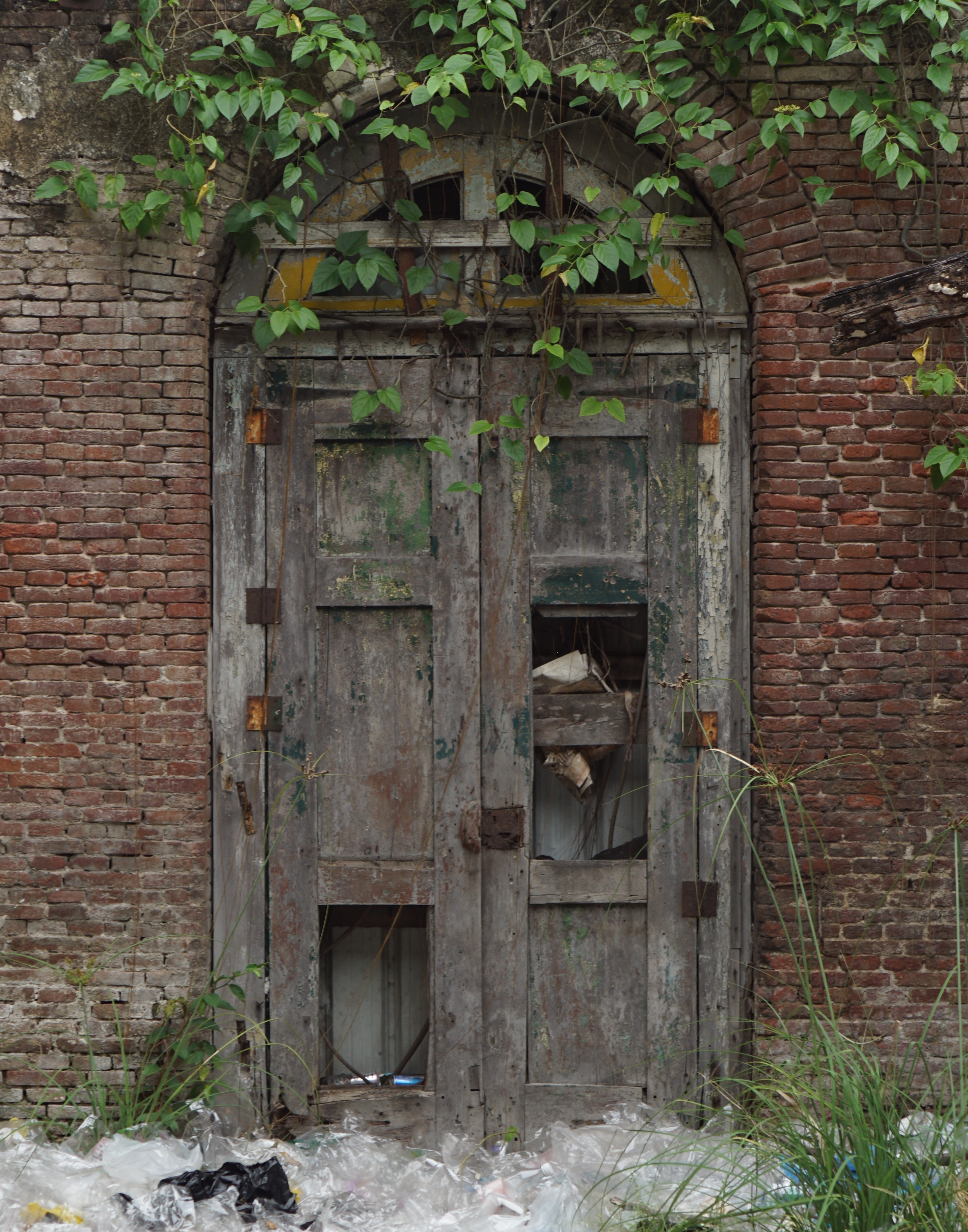
Linker voordeur vanuit binnen (2022)